# Perisomena caecigena

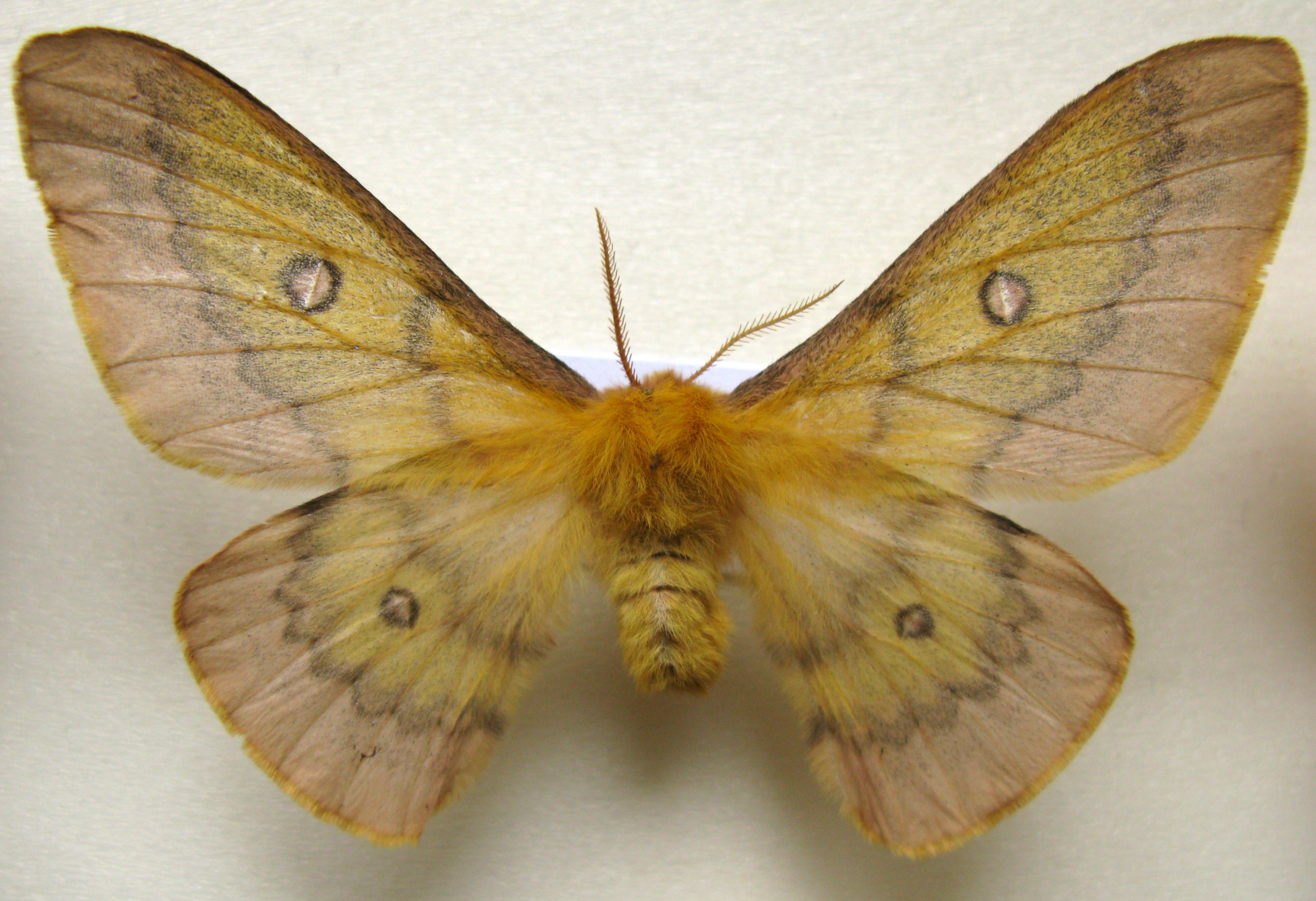
Präparat eines Weibchens

Perisomena caecigena ist ein Schmetterling der Familie der Pfauenspinner (Saturniidae). Die Art ist die einzige der Gattung Perisomena. Von manchen Autoren wird sie zur nahe verwandten Gattung Saturnia gezählt.

## Merkmale

### Falter
Die Falter erreichen eine Flügelspannweite von 62 bis 88 Millimetern, wobei die Männchen größer werden. Die Flügel sind dünn beschuppt. Bei den Männchen sind die Fühler vierfach mit besonders langen, fächerförmig angeordneten, orangebraunen Kammzähnen gefiedert. Kopf und Halskragen sind rötlich gelb, der Thorax und der Hinterleib sind kräftig dottergelb. Die Grundfarbe der Tiere ist sonst hell ockergelb, am Vorderrand der Vorderflügel und im Submarginalbereich sind sie rosa. Die Vorderflügel tragen eine antemediane und eine postdiskale dunkelgraue bis schwarzbraune Querbinden, von denen die innere (antemediane) schwächer ausgebildet ist und die äußere (postdiskale), gezackte sehr kräftig gezeichnet ist. Die kleinen, rotbraunen Augenflecke sind schwarz umrandet. Die Hinterflügel sind wie die Vorderflügel gefärbt, ihnen fehlen jedoch die Augenflecke. Die Weibchen sehen den Männchen sehr ähnlich, haben jedoch eine großflächigere rosa bis blass-weinrote Flügelfärbung, die manchmal nahezu den gesamten Flügel umfasst. Die Grundfarbe an der Basis und am Innenrand der Vorderflügel ist mehr gelblich. Der plumpere Körper ist wie beim Männchen gefärbt, die Flügel sind langgestreckter und mehr abgerundet. Die Fühler der Weibchen sind mit kurzen Kammzähnen versehen.
Die Intensität der Querbinden und der rosafarbenen Beschuppung ist variabel.
Es gibt komplett gelb gefärbte (forma unicolor), als auch fast vollständig rosa gefärbte Tiere (forma wiskotti). Letzteres tritt vor allem bei Weibchen auf. In Küstennähe sind die Falter deutlich kontrastreicher gefärbt, als die verhältnismäßig blassen, schwach beschuppten Tiere aus höheren Lagen, die zudem auch kleiner sind.
Die Unterart Perisomena caecigena stroehlei erreicht Flügelspannweiten von 40 bis 65 mm (Weibchen) bzw. 48 bis 90 mm (Männchen). Sie weist nur wenige Sexualdimorphismen auf, auch wenn die Variabilität bei dieser Unterart höher ist und die Grundfarbe der Tiere von dunkel braunrot, oder dunkel graubraun bis nach weinrot, hell graubraun oder hell rosa-braun reicht. Gelbanteile fehlen bei beiden Geschlechtern.

### Ei
Die rechteckigen 2,5 mal 2 mm großen Eier sind glänzend cremefarben und werden bei der Ablage mit einer braunen Masse überzogen.

### Raupe
Die Raupen werden 60 bis 90 Millimeter lang und treten in nur einer Farbform auf. Nach dem Schlupf sind sie 4,5 Millimeter lang, haben eine schwarze Farbe mit braunen Tuberkeln. Ausgewachsen haben sie Ähnlichkeit mit den Raupen des Kleinen Nachtpfauenauge (Saturnia pavonia). Sie sind blass grün und haben auf jedem Segment sechs gelbliche Tuberkel. Sie haben eine gelbe Binde, die unterhalb der Stigmen verläuft und unterscheiden sich von der ähnlichen Art durch lange, weiße Haare auf den Tuberkel. Der Körper ist ansonsten mit kürzeren weißen Haaren bedeckt.

### Puppe
Die Puppe ist braun und hat einen feinen grauen Flaum.

## Verbreitung und Lebensraum
Die Nominatunterart kommt von Italien, östlich von Venedig an der kroatischen Grenze und dem Südosten Österreichs (Steiermark) über Ungarn, Slowenien, Kroatien, Serbien, Albanien, den Westen der Ukraine, Rumänien, Bulgarien, Griechenland, weite Teile der Türkei, den georgischen Kaukasus, Armenien bis Aserbaidschan vor. Es gibt darüber hinaus auch eine isolierte Population in den Bergregionen Libanons und Israels. Trotz gegenteiliger Angaben gibt es kein weiteres isoliertes Vorkommen in den Abruzzen in Italien. Auch ein Nachweis aus Sizilien ist fraglich. Die Unterart Perisomena caecigena stroehlei kommt nur im Troodos-Gebirge auf Zypern vor.
Die Nominatunterart besiedelt trockene, verbuschte, offene Waldgebiete mit Eichenbewuchs, die Unterart Perisomena caecigena stroehlei besiedelt ebensolche Lebensräume in Berglagen.

## Lebensweise
Die nachtaktiven Falter schlüpfen zur Abenddämmerung an kühlen und feuchten Herbstnächten. Die Männchen beginnen bereits eine Stunde nach Einbruch der Dunkelheit zu fliegen und bevorzugen kühle und sogar kalte, feuchte Witterung. Die Weibchen locken die Männchen etwa zwei Stunden nach Einbruch der Dunkelheit mit Pheromonen. Sie können viele Männchen auf einmal anlocken. Die Falter sind bis zu einer Temperatur von 2 °C aktiv und überleben auch leichten Frost. Die Männchen können durch Lichtquellen angelockt werden und sind häufig im Lichtkegel von Autoscheinwerfern zu beobachten, wenn man durch Wälder fährt. Ähnlich wie beim Nagelfleck (Aglia tau) werden die Flügel in Ruhestellung dachförmig über den Körper geschlagen. Die Falter sind kurzlebig und sehr aktiv. Die Paarung findet bei den meisten Tieren schon in der ersten Nacht nach dem Schlupf statt und dauert 15 Minuten bis zwei Stunden. Die Weibchen versuchen alle ihre Eier noch in derselben Nacht abzulegen und legen die verbleibenden ansonsten in der darauffolgenden Nacht ab. Bereits drei bis vier Tage nach der Paarung sind die meisten Falter tot.

### Flug- und Raupenzeiten
Die Falter der Nominatunterart fliegen je nach Höhenlage von Ende September bis Anfang November, mit dem Maximum im Oktober. Die Falter der Unterart Perisomena caecigena stroehlei fliegen von Ende September bis Anfang Oktober. Die Raupen findet man von April bis Ende Mai.

### Nahrung der Raupen
Die Raupen ernähren sich vor allem von Eichen (Quercus), wie Stieleiche (Quercus robur), Traubeneiche (Quercus petraea), Flaumeiche (Quercus pubescens), Zerreiche (Quercus cerris), Korkeiche (Quercus suber) und Steineiche (Quercus ilex), man findet sie aber auch an Rotbuche (Fagus sylvatica), Hainbuche (Carpinus betulus), Schwarz-Pappel (Populus nigra), Silber-Pappel (Populus alba), Eschen (Fraxinus), Birnen (Pyrus) und Prunus-Arten. Die Unterart Perisomena caecigena stroehlei ist an Eichen und Pappeln nachgewiesen. An Eichen fressen die Raupen bevorzugt die unreifen Pollensäcke der männlichen Kätzchen. In der Aufzucht wird auch Sal-Weide (Salix caprea) angenommen.

## Entwicklung
Die Weibchen legen bis zu 100 Eier in Gelegen von bis zu sechs Stück an Ästen der Nahrungspflanzen ab. Die Eier überwintern und die Raupen schlüpfen erst im Frühjahr, wenn das Wetter warm wird. Nach dem Schlupf wird zunächst ein Teil der Eischale gefressen. Anschließend machen sich die Raupen auf die Suche nach einem geeigneten Ruheplatz zwischen jungen, noch unentfalteten Blättern. Sie sitzen anfangs in Gruppen auf der Oberseite der Blätter und Äste. Später leben sie als Einzelgänger. Je nach Qualität der Nahrung durchleben sie vier oder fünf Raupenstadien. Sie benötigen trockene und heiße Bedingungen für eine gute Entwicklung. Die Verpuppung erfolgt in einem dunkelbraunen, etwa 35 Millimeter langen, doppelwandigen Kokon, der an Ästen und Blättern der Nahrungspflanzen, häufig auf oder nahe am Erdboden gesponnen wird. Die innere Wand ist aus einem feinen, die äußere aus einem gröberen Gewebe hergestellt. Man kann die Puppe gut durch den Kokon erkennen. Der Sommer wird mit der Puppenruhe verbracht.

## Spezialisierte Feinde
Bei der Nominatunterart ist die Raupenfliege Exorista sorbillans und die Schlupfwespe Coelichneumon erythromerus als Parasitoide nachgewiesen.

## Gefährdung und Schutz
Die Art ist in Südeuropa weit verbreitet und tritt stellenweise häufig auf. Sie ist nicht gefährdet.

## Belege